# Tetraloniella arizonica
Tetraloniella arizonica är en biart som först beskrevs av Cockerell 1937.  Tetraloniella arizonica ingår i släktet Tetraloniella och familjen långtungebin. Inga underarter finns listade i Catalogue of Life.